# Chrysometa tinajillas
Chrysometa tinajillas là một loài nhện trong họ Tetragnathidae.
Loài này thuộc chi Chrysometa. Chrysometa tinajillas được Herbert W. Levi miêu tả năm 1986.